# 133e division d'infanterie (France)
La 133e division d'infanterie est une division d'infanterie de l'armée de terre française qui a participé à la Première Guerre mondiale.
La 133e D.I. est constituée le 20 mars 1916, dans la région de Belfort, par transformation de la 105e division d'infanterie territoriale.
Elle reçoit le surnom de la Gauloise. 
Sa dissolution s'achève le 31 mars 1919 à Roubaix. Au préalable, son chef, le général Valentin, soucieux de perpétuer la renommée de la division à travers l'un de ses anciens régiments, transmet par son ordre no 484 du 15 mars 1919 au 401e régiment d'infanterie « la gloire de la Gauloise en lui conférant le nom de Gaulois ».

## Les chefs de la133edivisiond'infanterie
- Du 3 mars au 19 décembre 1916 : général Fénelon François Germain Passaga
- Du 19 décembre 1916 au 31 mars 1919 : général Joseph-Bernard Valentin.

- 1939 : général Victor Paul Auguste Duclos.

## La Première Guerre mondiale

### Composition
- infanterie

402e régiment d'infanterie de mars 1916 à avril 1916 et dissolution
334e régiment d'infanterie de mars 1916 à août 1916
250e régiment d'infanterie territoriale de mars 1916 à août 1916
298e régiment d'infanterie territoriale de mars 1916 à août 1916
43e bataillon de chasseurs à pied de mars 1916 à août 1916
102e bataillon de chasseurs à pied de mars 1916 à novembre 1918
116e bataillon de chasseurs à pied de mars 1916 à novembre 1918
321e régiment d'infanterie de juin 1916 à novembre 1918
56e régiment d'infanterie territoriale d'août 1916 à fin 1917
107e bataillon de chasseurs à pied d'août 1916 à novembre 1917 et dissolution
401e régiment d'infanterie d'août 1916 à novembre 1918
32e bataillon de chasseurs à pied d'août 1916 à novembre 1918
- cavalerie :

2 escadrons du 2e régiment de chasseurs d'Afrique de janvier 1917 à novembre 1918
- artillerie :

2 groupes de 90 du 5e régiment d'artillerie de mars 1916 à janvier 1917
1 groupe de 95 du 29e régiment d'artillerie de mars 1916 à janvier 1917
2 groupes de 75 du 5e régiment d'artillerie de janvier à juillet 1917
1 groupe de 75 du 29e régiment d'artillerie de janvier à juillet 1917
3 groupes de 75 du 265e régiment d'artillerie de juillet 1917 à novembre 1918
104e batterie de 58 du 29e régiment d'artillerie de mars 1916 à janvier 1918
101e batterie de 58 du 265e régiment d'artillerie de janvier à novembre 1918
6e groupe de 155c du 136e régiment d'artillerie de juillet à novembre 1918
- génie :

compagnies 28/4 et 28/54 du 28e bataillon du 7e régiment du génie
1 bataillon du 14e régiment d'infanterie territoriale d'août 1918 à novembre 1918

### Historique

#### 1916
- 20 – 31 mars : repos vers Roppe.
- 31 mars – 20 août : mouvement vers le front et occupation d'un secteur entre la frontière suisse et Carspach, déplacé à gauche, le 1er juin, entre Fulleren et le canal du Rhône au Rhin.

22 juin : front étendu à droite, jusqu'à la frontière suisse.
- 20 août – 17 septembre : retrait du front et transport par V.F. au camp d'Arches ; instruction. À partir du 11 septembre, transport par V.F. dans la région de Ligny-en-Barrois ; repos.
- 17 septembre – 1er octobre : mouvement vers Rumont, puis transport par camions à Verdun. Occupation d'un secteur vers le bois de Vaux Chapitre et l'ouvrage de Thiaumont.
- 1er – 21 octobre : retrait du front ; transport par camions dans la région de Belrain.
- 21 – 28 octobre : transport par camions à Verdun, et, à partir du 23, occupation d'un secteur vers le bois de Vaux Chapitre et l'ouvrage de Thiaumont. Engagée, le 24 octobre, dans la 1re bataille offensive de Verdun : attaque française sur Douaumont ; puis occupation et organisation des positions conquises vers le fort de Douaumont et le bois Fumin.
- 28 octobre – 11 décembre : retrait du front. Mouvement vers la région de Combles ; repos.
- 11 – 20 décembre : transport par camions à Verdun, et, à partir du 14, occupation d'un secteur entre le fort de Douaumont (exclu) et Vaux-devant-Damloup. Engagée à nouveau, le 15 décembre, dans la 1re bataille offensive de Verdun : prise de Bezonvaux et du massif d'Hardaumont, puis occupation et organisation des positions conquises vers Bezonvaux et Vaux-devant-Damloup.
- 20 décembre 1916 – 10 janvier 1917 : retrait du front ; repos vers Bar-le-Duc.

#### 1917
- 10 janvier – 9 février : transport par V.F. dans la région de Verdun ; à partir du 13 janvier, occupation d'un secteur vers Vaux-devant-Damloup et la ferme des Chambrettes.
- 9 février – 21 mars : retrait du front ; transport par V.F. vers Heiltz-l'Évêque ; repos et travaux. À partir du 15 février, mouvement par étapes vers Courtisols ; travaux et instruction.

6 mars : mouvement vers Juvigny ; travaux.
- 21 mars – 14 avril : mouvement vers Lizy-sur-Ourcq, par Épernay et Château-Thierry ; repos.

2 avril : mouvement vers Belleau et Arcy-Sainte-Restitue ; repos.
- 14 – 20 avril : mouvement vers la région de Longueval, en vue de l'offensive.

16 - 19 avril : éléments engagés dans la 2e bataille de l’Aisne : combats vers Cerny-en-Laonnois et Courtecon.
- 20 avril – 9 mai : occupation d'un secteur sur le Chemin des Dames, vers Cerny-en-Laonnois et le sud de Courtecon.

5 et 6 mai : attaque des positions allemandes ; défense et organisation des positions conquises.
- 9 mai – 3 septembre : retrait du front, à partir du 13 mai, transport par V.F., de Neuilly-Saint-Front, à Bergues et à Dunkerque : Repos et instruction dans cette région ; travaux, (éléments en secteur).

29 août : repos et instruction dans la région de Calais.
- 3 septembre – 5 octobre : mouvement vers Oostvleteren et, à partir du 14 septembre, occupation d'un secteur vers Bikschote et Drie Grachten.
- 5 – 12 octobre : retrait du front ; repos vers Bergues.
- 12 – 19 octobre : mouvement vers Oostvleteren, puis occupation d'un secteur vers Bixschoote et le sud de Kloosterschool, étendu à droite, le 15 octobre, jusque vers Langemark.
- 19 – 23 octobre : retrait du front ; mouvement vers Calais ; repos.
- 23 octobre – 8 novembre : mouvement vers le front, puis occupation d'un secteur vers Merkem et le sud de Kloosterschool

26 - 27 octobre : attaque, franchissement du Saint-Jansbeek et du Corverbeek ; conquête du front Aschhoop, Kippe, puis organisation des positions conquises (2e bataille des Flandres).
29 octobre : extension du front, à gauche, jusque vers Drie Grachten.
- 8 – 17 novembre : retrait du front ; repos vers Warhem, et, le 14 novembre, vers Brouckerque.
- 17 novembre – 8 décembre : mouvement vers Coxyde et occupation d'un secteur vers Saint-Georges et Nieuport (relève d'éléments britanniques).
- 8 décembre 1917 – 2 janvier 1918 : retrait du front ; repos vers Bergues et Dunkerque.

#### 1918
- 2 janvier – 10 février : occupation d'un secteur vers Nieuport et Saint-Georges.
- 10 février – 25 mars : relève par des éléments belges et travaux dans la région de Bergues, Calais.
- 25 mars – 4 avril : transport par V.F. vers Moreuil et Boves. Engagée, dès son débarquement, dans la bataille de l'Avre (opération Michael) : combats vers Hangest-en-Santerre et Le Plessier-Rozainvillers.
- 4 avril – 7 mai : retrait du front ; mouvement vers Poix et Senantes.

11 avril : transport par V.F. dans la région de Bergues ; préparatifs d'intervention.
16 avril : engagée dans la 3e bataille des Flandres (combats devant Méteren).
21 avril : organisation d'un secteur vers Fontaine-Houck et le nord de Bailleul
4 mai : violents combats locaux.
- 7 mai – 8 juin : retrait du front, puis mouvement vers Saint-Omer ; repos.

14 mai : transport par V.F. dans la région Montreux, Montbéliard ; repos et instruction.
1er juin : transport par V.F. vers La Ferté-sous-Jouarre ; préparatifs d'intervention.
- 8 juin – 9 août : transport par camions vers le front ; stationnement en deuxième ligne, vers Noroy, pendant la bataille du Matz.

13 juin : mouvement vers Maignelay et Lieuvillers.
20 juin : occupation d'un secteur vers le Ployron et Courcelles-Epayelles.
- 9 – 23 août : engagée dans la 3e bataille de Picardie : Combats vers Tilloloy et poursuite vers Beuvraignes.

16 - 20 août : violentes attaques et conquêtes des positions ennemies de Beuvraignes.
- 23 août – 13 septembre : retrait du front ; repos vers Maignelay.

30 août : transport par camions vers Rumigny ; repos.
- 13 – 24 septembre : mouvement vers le front, et, à partir du 15 septembre, occupation d'un secteur de combat entre Castres et la route de Ham à Saint-Quentin. Engagée dans la poussée vers la position Hindenburg.

18 - 22 septembre : combats vers l'Epine de Dallon, puis organisation des positions conquises.
- 24 septembre – 10 octobre : reprise de l'offensive (Bataille de Saint-Quentin) :

25 septembre : prise de Dallon.
1er octobre : progression et violents combats dans la région de Saint-Quentin.
- 10 – 27 octobre : retrait du front ; repos vers Pronleroy.
- 27 octobre – 11 novembre : mouvement vers le nord de Noyon ; préparatifs d'intervention.

5 novembre : engagée vers Tupigny, dans la poursuite au-delà du canal de l'Oise à la Sambre (poussée vers la Meuse) : progression, en combattant, vers Chimay, où la 133e DI se trouve au moment de l'armistice.

### Rattachements
- Affectation organique

34e CA de mars à septembre 1916 et de mai 1917 à novembre 1918 ;
Isolée de septembre 1916 à mai 1917.
- 1re armée

16 juin – 15 décembre 1917
30 mars – 8 avril 1918
2 août – 11 novembre 1918
- 2e armée

11 septembre 1916 – 9 février 1917
- 3e armée

13 juin – 1er août 1918
- 4e armée

10 février – 21 mars 1917
- 5e armée

22 – 23 mars 1917
9 – 11 avril 1918
- 6e armée

24 mars – 12 mai 1917
1er – 9 juin 1918
- 7e armée

20 mars -10 septembre 1916
14 – 31 mai 1918
- Groupe d'armées du Nord (G.A.N.)

13 mai- 15 juin 1917
- G.Q.G.

15 – 22 décembre 1917
- C.S.N.

23 décembre 1917 – 24 mars 1918
- Groupement d'Armées Mesple

25 - 30 mars 1918
- A.W.

12 -14 avril 1918
- G.Q.G.A.

15 – 18 avril 1918
- D.A.N.

19 avril – 15 mai 1918
- Groupement Mangin

10 – 18 juin 1918
- 35e CA

18 juin 1918 – 28 août 1918
- 36e CA

12 septembre 1918 – 31 mars 1919

### Sources et bibliographie
- AFGG, vol. 2, t. 10 : Ordres de bataille des grandes unités : divisions d'infanterie, divisions de cavalerie, 1924, 1092 p. (lire en ligne).